# Erementar Gerad
Erementar Gerad (jap. エレメンタル ジェレイド Erementaru jereido; inny zapis: Elemental Gelade) – shōnen-manga z gatunku fantasy autorstwa Mayumi Azumy. 
Na podstawie mangi powstało 26-odcinkowe anime, które wyemitowano w 2005 roku. W Polsce serial został wydany na DVD przez Anime Gate w wersji z polskim lektorem, którym była Danuta Stachyra.

## Opis fabuły
Gahdia – fantastyczny świat, w którym obok ludzi żyją również istoty o nadprzyrodzonych mocach zwane Eden Raidami. Legenda głosi, że Eden Raidy pochodzą z Ogrodu Edenu, umieszczonego gdzieś na niebie, niedostępnego dla człowieka. Eden Raidy mogą za pomocą swoich mocy wraz z człowiekiem stawać się jednością przemieniając się w wyjątkową broń. Ich znakiem rozpoznawczym jest Erementar Gerad, kamień umieszczony na ciele, kontrolujący moce. Osoby, z którymi łączą się Eden Raidy zwane są Eden Raid Pledger. Istnieje jednak Eden Raid silniejszy od wszystkich - dziewczyna o imieniu Reverie Metherlence. Budzi ją ze snu powietrzny pirat o imieniu Coud Van Giruet. Marzeniem Ren (Reverie) jest dostanie się do Ogrodu Edenu. Razem z towarzyszem Coudem, który obiecuje zabrać ją do ogrodu i chronić, wyrusza w podróż pełną przygód.

## Postacie
- Reverie „Ren” Metherlence (jap. レン（レヴェリー・メザーランス）) – zwana również Siódmym Cudem. Błękitnowłosa dziewczyna o zielonych oczach i łagodnym usposobieniu. Przy pierwszym spotkaniu z Coudem twierdzi, że nienawidzi ludzi. Pochodzi z legendarnego rodu Metherlence i jest ostatnią żyjącą jego przedstawicielką, dzięki czemu posiada ogromną moc. Jej marzeniem jest dostać się do Ogrodu Edenu. Jej partnerem jest Coud. Zła organizacja Chór Chaosu oraz inne osoby pragną ją zdobyć dla własnej wygody i chęci zdobycia olbrzymiej władzy. Jej Erementar Gerad umieszczony jest między włosami na czole i jest koloru szmaragdowego. Chowa go pod granatowo – białą opaską. Ren to z natury cicha i spokojna osoba, ma skłonności do zasypiania w nagłych, niespodziewanych momentach i sytuacjach oraz w różnych miejscach z powodu zmęczenia spowodowanego przemianą w broń i walką. Rzadko się odzywa i nieczęsto wypowiada swoje zdanie.

Seiyū: Mikako Takahashi 
- Coud Van Giruet (jap. クー（クード・ヴァン・ジルエット）) – blondyn o błękitnych oczach i żywiołowym usposobieniu. Lubi się chwalić i z początku jest lekko rozkapryszonym, dumnym nastolatkiem, jednak z czasem dojrzewa i robi się poważniejszy. Za wszelką cenę pragnie chronić Ren i nie chce jej oddać w ręce Arcaile – organizacji, która tworzy Eden Raidom dogodne i bezpieczne warunki do życia. Często rumieni się pod wpływem jakichkolwiek słów Ren. Został osierocony, gdy był małym dzieckiem i od tego czasu stał się podniebnym piratem, który dzielnie podróżował ze swoją załogą dopóki w jego życiu nie pojawiła się Ren. Wtedy musiał rozdzielić się wraz ze swoją drużyną. Jest Preją Ren. Przy lewej dłoni ma hak, którym posługuje się w walce. Nie jest zbyt dobry w kierowaniu jakimikolwiek pojazdami. Coud to osoba energiczna, wybuchowa i żywiołowa. Jest człowiekiem.

Seiyū: Akira Ishida 
- Cisqua (jap. シスカ) – młoda dziewczyna o kasztanowych, krótkich włosach i brązowych oczach. Należy do organizacji Arcaile, jej prawdziwą ambicją jest ochrona i spełnianie marzeń Eden Raidów. Nie zawsze podporządkowuje się władzom Arcaile. Posługuje się zwykłą bronią, zawsze ma przy sobie zapasy amunicji, karabin i różnego rodzaju bomby, a nawet małe rakiety. Jest wybuchowa, jednak bardziej niż Coud, lubi pieniądze mimo swoich gorliwych zaprzeczeń. Czasem trenuje Couda. Przewodniczy drużynie złożonej z Kuei i Rowena, mimo iż jest najmłodsza. Gdy była mała, jej opiekunowie chcieli, by zjednoczyła się z Eden Raidem, jednak ta w ostatniej chwili zaprzeczyła twierdząc, że chce je chronić, a nie używać jako broni. Na początku chce jakoś przekonać Ren do przyłączenia się do Arcaile jednak po jakimś czasie rezygnuje.

Seiyū: Nana Mizuki 
- Kuea (jap. キーア) – długowłosa szatynka o piwnych oczach. Jej prawdziwe nazwisko brzmi Kullweet Envatilia. Jest Eden Raidem jednoczącym się z Rowenem. Przyłączyła się do Arcaile i należy do drużyny Cisqui. Jest wiecznie głodna, lubi dokuczać innym, szczególnie Coudowi w sprawach sercowych. Jednak tak naprawdę robi to dla ich dobra troszcząc się o nich. Jeśli przez jakiś czas nie zje nic, robi się wściekła i marudna oraz nie ma siły do walki. Czasem potrafi być uparta. Jej Erementar Gerad ma bordowy kolor i znajduje się na obu jej dłoniach. Charakteryzuje ją czerwona poświata, gdy jednoczy się z partnerem. Opiekuje się Ren. Mimo jej kontaktów z Rowenem, nie są parą.

Seiyū: Naoko Suzuki 
- Rowen (jap. ローウェン) – długowłosy blondyn o niebieskich oczach. Jest podopiecznym Cisqui i należy do Arcaile. Jest Preją Eden Raidem Kuei. Przyjaciel Kuei i Cisqui, dobry kolega Couda. Jego relacje z Ren nie są zbyt jasne. Rowen to pogodny mężczyzna z wiecznym uśmiechem na twarzy. Jego przeszłość zbytnio nie jest znana, prócz kontaktów z Kueą. Świetnie gotuje, co zachwalają jego towarzysze. Jest złotą rączką w drużynie, potrafi wiele rzeczy naprawić i wykonać. Jest bardzo zgrany z Cisquą, kilka razy trenował Couda. Opiekuje się podniebnym piratem jak młodszym bratem. Wcześniej pracował jako kelner. Na początku próbuje odwieść swoją opiekunkę od pomysłu ze sprowadzeniem Ren do kwatery głównej Arcaile.

Seiyū: Yūji Ueda 

## Terminologia
- Eden Raid - stworzenie o nadprzyrodzonych mocach mające możliwość przekształcania się w potężną broń w połączeniu z człowiekiem (dosłownie). Eden Raidy są z wyglądu podobne do ludzi, jednak na ich ciele jest umieszczony Erementar Gerad. Eden Raidy pochodzą z Ogrodu Edenu. Ludzie, z którymi się łączą zwani są Prejami Eden Raidami.
- Ogród Edenu - miejsce doskonałe gdzie panuje spokój i harmonia, umieszczone jest gdzieś na niebie, gdzie żaden człowiek nie dotarł. Stamtąd pochodzą wszystkie Eden Raidy. Ogrodem rządzi Królowa.
- Królowa - Eden Raid o mocach przewyższających normy. Jest on częścią Ogrodu, dzięki niemu Ogród żyje. Jeśli Królowa słabnie, Ogród również. Królowa daje życie wielu Eden Raidom i Sting Raidom.
- Sting Raid - Raid, który nie urodził się z mocami, z początku był człowiekiem, a jego Erementar Gerad został sztucznie wyprodukowany. Nie ma on tak wielkich mocy jak Eden Raid.
- Erementar Gerad - Kamień szlachetny umieszczony na ciele Eden Raida. Erementar Gerad kontroluje moce i dowodzi, że dany osobnik jest prawdziwym Eden Raidem.
- Arcaile - organizacja chroniąca Eden Raidy i dostarczająca im dogodne warunki do życia. Z początku jej cele były święte, jednak z czasem Arcaile zaczęła odizolowywać Eden Raidy od reszty świata, co okazało się dla nich niemiłym przeżyciem.
- Chór Chaosu - organizacja opiekująca się Ogrodem Edenu. Z początku Arcaile i ludzie uważali, że Chór ma złe zamiary, jednak potem okazało się, że robią to nie wiedząc, jakie szkody wyrządzą Eden Raidom wybijając rasę ludzką. Chór Chaosu wybierał sobie Królową i za wszelką cenę chciał ją osadzić na tronie Ogrodu Edenu, nawet mimo woli.
- Shichikō-hōju - Inaczej Siódmy Cud. Była nim Revelie Metherlence. Siódmy Cud to Eden Raid z większymi mocami niż u innych Raidów.

## Manga
Autorką mangi Erementar Gerad jest Mayumi Azuma. Kolejne rozdziały publikowane były w magazynie „Gekkan Comic Blade” wydawnictwa Mag Garden od 2002 roku. Ostatni numer ukazał się w tym czasopiśmie w lutowym numerze 2010 roku, wydanym 28 grudnia 2009.
W 2004 roku autorka opublikowała także dodatkowy one-shot związany z serią, który ukazał się na łamach nowo-powstałego czasopisma „Comic Garden”.
Tom ósmy wydano dodatkowo także w edycji limitowanej.
| Nr | Data wydania (język japoński) | ISBN (język japoński)  |
| -- | ----------------------------- | ---------------------- |
| 1  | 10 września 2002              | ISBN 4-901926-04-7     |
| 2  | 9 listopada 2002              | ISBN 4-901926-19-5     |
| 3  | 10 marca 2003                 | ISBN 4-901926-37-3     |
| 4  | 10 lipca 2003                 | ISBN 4-901926-69-1     |
| 5  | 10 lutego 2004                | ISBN 4-86127-015-4     |
| 6  | 9 lipca 2004                  | ISBN 4-86127-054-5     |
| 7  | 9 października 2004           | ISBN 4-86127-084-7     |
| 8  | 10 marca 2005                 | ISBN 4-86127-123-1     |
| 9  | 10 sierpnia 2005              | ISBN 4-86127-168-1     |
| 10 | 10 lutego 2006                | ISBN 4-86127-238-6     |
| 11 | 9 września 2006               | ISBN 4-86127-310-2     |
| 12 | 10 marca 2007                 | ISBN 978-4-86127-363-6 |
| 13 | 10 września 2007              | ISBN 978-4-86127-420-6 |
| 14 | 28 marca 2008                 | ISBN 978-4-86127-484-8 |
| 15 | 10 września 2008              | ISBN 978-4-86127-529-6 |
| 16 | 10 marca 2009                 | ISBN 978-4-86127-601-9 |
| 17 | 10 września 2009              | ISBN 978-4-86127-651-4 |
| 18 | 10 marca 2010                 | ISBN 978-4-86127-711-5 |

### Spin-off
Powstała także seria spin-off, zatytułowana Erementar Gerad -Ao no senki- (jap. EREMENTAR GERAD -蒼空の戦旗-), którego autorką również jest Mayumi Azuma. Kolejne rozdziały ukazywały się od 2003 roku w magazynie „Gekkan Comic Blade”, a następnie, z powodu zaprzestania wydawania czasopisma, mangę przeniesiono w 2014 roku do internetowego czasopisma „Gekkan Comic Avarus”.
17 grudnia 2014 roku kolejny rozdział nie ukazał się zgodnie z rozkładem; jego premiera została przesunięta pierwotnie na styczeń, następnie na marzec. Jednakże zapowiadany rozdział nie ukazał się; 16 marca 2015 roku za pośrednictwem strony czasopisma zespół edytorski podał do wiadomości, że autorka zdecydowała się na przerwanie pracy nad mangą na czas nieokreślony z powodu pogarszającego się stanu zdrowia (postępującej jaskry).
Tom drugi wydano dodatkowo także w edycji limitowanej.
| Nr | Data wydania (język japoński) | ISBN (język japoński)  |
| -- | ----------------------------- | ---------------------- |
| 1  | 9 lipca 2004                  | ISBN 4-86127-055-3     |
| 2  | 10 marca 2005                 | ISBN 4-86127-130-4     |
| 3  | 10 marca 2006                 | ISBN 4-86127-252-1     |
| 4  | 10 marca 2007                 | ISBN 978-4-86127-369-8 |
| 5  | 28 marca 2008                 | ISBN 978-4-86127-485-5 |
| 6  | 10 marca 2010                 | ISBN 978-4-86127-716-0 |
| 7  | 14 stycznia 2012              | ISBN 978-4-86127-941-6 |
| 8  | 15 października 2013          | ISBN 978-4-8000-0223-5 |

## Anime
Na podstawie mangi wyprodukowano serię anime, która miała swoją premierę 5 kwietnia 2005 roku na kanale TV Tokyo. Za produkcję serii odpowiedzialne było studio XEBEC. Reżyserem serii był Shigeru Ueda, za projekt postaci odpowiadał Taeko Hori, a za kompozycję serii Naruhisa Arakawa.
| #  | Tytuł | Premiera         |
| -- | --- | ---------------- |
| 1  | Niebiańska pieśń Sora to kaze no uta (空と風の謳（うた）)                                                       | 5 kwietnia 2005  |
| 2  | Przełomowe zjednoczenie Unmei no riakuto (運命の同契（リアクト）)                                               | 12 kwietnia 2005 |
| 3  | Zdrada Uragiri no shichikōhōju (裏切りの七煌宝樹 （しちこうほうじゅ）)                                          | 19 kwietnia 2005 |
| 4  | Erementar Gerad – cienie i blaski Hikari to yami no erementaru jereido (光と闇の核石（エレメンタルジェレイド）) | 26 kwietnia 2005 |
| 5  | Wzruszające wspomnienie Ano hi no tiadoroppu (あの日の落涙（ティアドロップ）)                                   | 3 maja 2005      |
| 6  | Partnerka Gaze Purejā o mitsumete (同契者（プレジャー）を見つめて)                                              | 10 maja 2005     |
| 7  | Determinacja Oburigāzu e no ketsui (併唱謳（オブリガーズ）への決意)                                             | 17 maja 2005     |
| 8  | Łowca Eden Raidów Senritsu no edirureido hantā (戦慄の煌珠狩者（エディルレイドハンター）)                       | 24 maja 2005     |
| 9  | Tajemnica Razfe Ankur Razufe = ankuru no himitsu (港町（ラズフェ＝アンクル）の秘密)                             | 31 maja 2005     |
| 10 | Miłość i chciwość Ai to yokubō no miriarudo = torei (愛と欲望の賭闘場（ミリアルド＝トレイ）)                    | 7 czerwca 2005   |
| 11 | Zemsta Tigres Fukushū no kurasufaitā (復讐の賭闘士（クラスファイター）)                                         | 14 czerwca 2005  |
| 12 | Bieg ku wolności Jiyū e no shissō (自由への疾走)                                                                | 21 czerwca 2005  |
| 13 | Arc Aile Āku eiru (守護翼 （アークエイル）)                                                                     | 28 czerwca 2005  |
| 14 | Powrót łowcy Eden Raidów Edirureidohantā, sairin (煌珠狩者（エディルレイドハンター）、再臨)                     | 5 lipca 2005     |
| 15 | El Blanka Ere = buranka (大風車の村 （エレ＝ブランカ）)                                                         | 12 lipca 2005    |
| 16 | Szkolne wspomnienie Tsuioku no wairudo buriddo (追憶の銃弾（ワイルドブリッド）)                                 | 19 lipca 2005    |
| 17 | Feralne spotkanie Haran no kaigō (波瀾の邂逅)                                                                   | 27 lipca 2005    |
| 18 | Nieudane zjednoczenie Itsuwari no riakuto (偽りの同契（リアクト）)                                              | 2 sierpnia 2005  |
| 19 | Niewypowiedziane uczucia Ishikoro no omoi (石ころの想い)                                                        | 9 sierpnia 2005  |
| 20 | Viro Firo (擬煌珠（フィロ）)                                                                                    | 16 sierpnia 2005 |
| 21 | Oblicze prawdy Akasareta shinjitsu (明かされた真実)                                                             | 23 sierpnia 2005 |
| 22 | Zapomniana legenda Hōmurareshi densetsu (葬られし伝説)                                                          | 30 sierpnia 2005 |
| 23 | Obietnica Yakusoku (約束)                                                                                       | 6 września 2005  |
| 24 | Rajski ogród Ediru gāden (煌珠楽園 （エディルガーデン）)                                                        | 13 września 2005 |
| 25 | Chór Chaosu Kaosu kuaia (混沌の礼讃謳 （カオスクァイア）)                                                       | 20 września 2005 |
| 26 | Niebiańska pieśń Sora to ashita no uta (天空と未来の謳（そらとあしたのうた）)                                   | 27 września 2005 |

W ramach promocji spin-offu Erementar Gerad -Ao no senki- został wyprodukowany wideoklip prezentujący postacie z mangi.

### Ścieżka dźwiękowa
Za ścieżkę dźwiękową do serii odpowiada Yuki Kajiura. 
| Seria          | Tytuł                  | Twórcy           | Źródło   |
| Czołówka       | Czołówka               | Czołówka         | Czołówka |
| -------------- | ---------------------- | ---------------- | -------- |
| 1              | „Forever...”           | savage genius    | [ 1 ]    |
| Napisy końcowe |                        |                  |          |
| 1              | „Yakusoku” (jap. 約束) | Michihiro Kuroda | [ 1 ]    |

Album ze ścieżką dźwiękową z serialu został wydany 21 kwietnia 2005 roku. 

## Powieści
Wydawnictwo Mag Garden opublikowało także dwie light novel związane z serią. Pierwszą z powieści napisały Shō Asaka we współpracy z Mayumi Azumą. Autorem drugiej powieści jest Shō Asaka, natomiast Mayumi Azuma wykonała ilustracje do powieści.
| N/o | Tytuł                                                                                  | Data wydania     | ISBN                | Źródło        |
| --- | -------------------------------------------------------------------------------------- | ---------------- | ------------------- | ------------- |
| 1   | EREMENTAR GERAD: Kakusareta gekkō hōju (jap. EREMENTAR GERAD~隠された月虹宝珠~)        | 29 sierpnia 2005 | ISBN 978-4861271748 | [ 15 ] [ 16 ] |
| 2   | EREMENTAR GERAD 2: Toki o utsusu auinaito (jap. EREMENTAR GERAD(2) ~時を移す藍方宝樹~) | 8 marca 2007     | ISBN 978-4861273766 | [ 14 ]        |

## Powiązane
28 maja 2005 roku wydawnictwo wydało także oficjalny przewodnik po serialu anime. Kolejny przewodnik po serii, zawierający więcej informacji, zatytułowany EREMENTAR GERAD ULTIMATE GUIDE został wydany 10 marca 2009.